# دریاچه کاری
دریاچه کاری (انگلیسی: Քարի լիճ) یک دریاچه در ارمنستان است که در دامنه کوهستان آراگاتس در استان آراگاتسوتن واقع شده‌است.

## نگارخانه

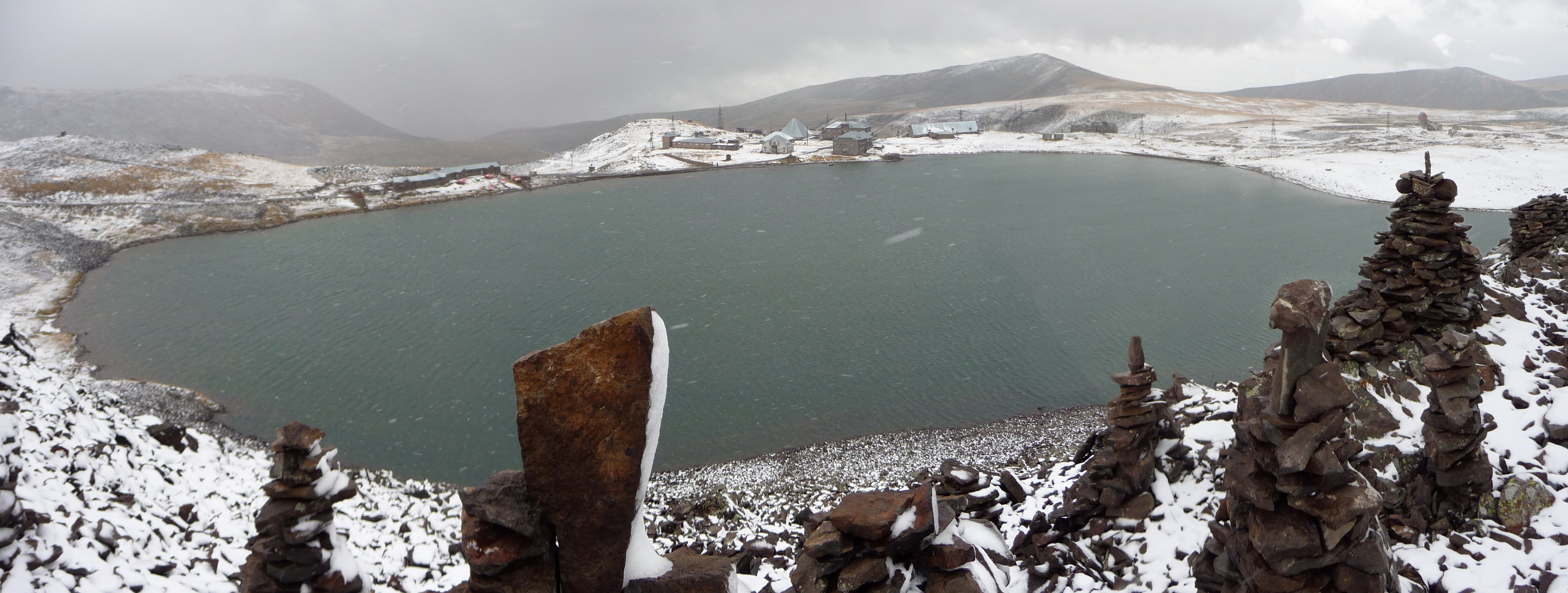